# Serie A 1969 (pallanuoto maschile)
La Serie A 1969 fu la cinquantesima edizione della massima divisione del campionato italiano di pallanuoto maschile. La Pro Recco conquistò il suo decimo titolo italiano, rimanendo imbattuta per il quinto anno consecutivo.

## Classifica Finale
|  |     | Classifica 1969   | Pt | G  | V  | N | P  | GF  | GS  |
|  | --- | ----------------- | -- | -- | -- | - | -- | --- | --- |
|  | 1.  | Pro Recco         | 35 | 18 | 17 | 1 | 0  | 134 | 34  |
|  | 2.  | Nervi             | 29 | 18 | 13 | 3 | 2  | 115 | 74  |
|  | 3.  | Canottieri Napoli | 22 | 18 | 8  | 6 | 4  | 82  | 67  |
|  | 4.  | Lazio             | 20 | 18 | 8  | 4 | 6  | 73  | 69  |
|  | 5.  | Sori              | 16 | 18 | 6  | 4 | 8  | 75  | 79  |
|  | 6.  | Florentia         | 16 | 18 | 6  | 4 | 8  | 78  | 94  |
|  | 7.  | Civitavecchia     | 14 | 18 | 6  | 2 | 10 | 67  | 84  |
|  | 8.  | Napoli            | 14 | 18 | 6  | 2 | 10 | 55  | 90  |
|  | 9.  | Camogli           | 12 | 18 | 4  | 4 | 10 | 65  | 83  |
|  | 10. | Pegli             | 2  | 18 | 1  | 0 | 17 | 41  | 111 |

## Verdetti
- Pro Recco Campione d'Italia
- Rari Nantes Pegli retrocessa in Serie B